# Kára
Kára község Somogy vármegyében, a Tabi járásban.

## Fekvése
Tabtól délre, Miklósi és Szorosad közt fekvő település. Központján a Szorosadtól Kapolyig húzódó, a 6508-as és 6511-es utakat összekötő 6516-os út halad végig.

## Története
Kára nevét már a tatárjárás előtti korszakban említették az oklevelek. Első alkalommal 1138-ban a dömösi prépostság irataiban szerepelt, Villa Kara néven.
1229-től a székesfehérvári káptalan tulajdona, de 1294-ben még a somogyi várnak is voltak itt tartozékai. Neve 1332-1337 között a pápai tizedjegyzékben is szerepelt, tehát már ekkor egyházas hely volt. Az 1336 évi adatok szerint a pannonhalmi apátságnak is voltak itt jobbágyai, 1466-ban pedig a pannonhalmi apátság birtoka volt. 1489-ben Szerdahelyi István birtokai között sorolják fel, 1485-ben pedig egy Kiskara nevű falu királyi birtokként szerepelt. Az 1536 évi adólajstrom a pannonhalmi apátság, Dereskei Pál és Ispán András birtokaként említette.
A török hódoltság idején Kára elnéptelenedett, s még 1757-ben is puszta volt. A török kiűzése után a Zichy család birtoka lett a földterület és ekkortól népesült be ismét. A földesúr római katolikus vallású németeket telepített be, akiknek hatévi adókedvezményt ígért.
Az 1848–49-es forradalom és szabadságharc idején a 245 lelket számláló lakosság fele németajkú volt.
1858-ban a jobbágyfelszabadítás idején több mint ötven telket különítettek el.
A 20. század elején Somogy vármegye Igali járásához tartozott.
1910-ben 292 lakosából 139 magyar, 153 német volt. Ebből 271 római katolikus, 12 evangélikus, 5 izraelita volt.
1950-ben Szorosaddal közös tanácsot alakítottak, később a törökkoppányi közösségbe olvadt bele a falu közigazgatása. Önállóságát a rendszerváltáskor kapta vissza, élete azonban szorosan kötődik szomszédjaihoz: közös körjegyzőséget tartanak fenn Törökkoppánnyal és Szorosaddal.

## Közélete

### Polgármesterei
- 1990–1994: Ifj. Hoffmann Ferenc (független)[3]
- 1994–1998: Ifj. Hoffmann Ferenc (független)[4]
- 1998–2002: Ifj. Hoffmann Ferenc (független)[5]
- 2002–2006: Ifj. Hoffmann Ferenc (független)[6]
- 2006–2010: Hoffmann Ferenc (független)[7]
- 2010–2014: Hoffmann Ferenc (független)[8]
- 2014–2019: Hoffmann Ferenc (független)[9]
- 2019–2024: Füzesi Tamás (független)[10]
- 2024– : Füzesi Tamás (független)[1]

## Népesség
A település népességének változása:
| Lakosok száma | 47   | 45   | 45   | 27   | 40   | 45   | 42   |
|               | 2013 | 2014 | 2015 | 2021 | 2022 | 2023 | 2024 |

A 2011-es népszámlálás során a lakosok 95,7%-a magyarnak, 4,3% németnek mondta magát (2,2% nem nyilatkozott; a kettős identitások miatt a végösszeg nagyobb lehet 100%-nál). A vallási megoszlás a következő volt: római katolikus 82,6%, református 4,3%, görögkatolikus 2,2%, felekezet nélküli 8,7% (2,2% nem nyilatkozott).
2022-ben a lakosság 90%-a vallotta magát magyarnak, 5% németnek, 2,5% cigánynak, 02,5% egyéb, nem hazai nemzetiségűnek (5% nem nyilatkozott; a kettős identitások miatt a végösszeg nagyobb lehet 100%-nál). Vallásuk szerint 80% volt római katolikus, 7,5% felekezeten kívüli (12,5% nem válaszolt).

## Nevezetességei
- Karai László budai prépost Káráról származott. A 15. század második felében Rómában megismerkedett Hess Andrással, akit 1471 tavaszán elhívott Budára és létrehozta az első magyar nyomdát. Ebben a nyomdában készült el 1473-ban a Chronica Hungarorum (Budai krónika).